# Orquesta de Cámara Inglesa
La Orquesta de Cámara Inglesa (en inglés: English Chamber Orchestra, ECO) es una orquesta de cámara británica con sede en Londres. Su sala de conciertos habitual es el Cadogan Hall, donde normalmente toca la orquesta completa en conciertos y el conjunto ECO interpreta en Wigmore Hall. También es la orquesta residente en Grange Park Opera, y regularmente hace giras por el Reino Unido e internacionalmente.

## Historia
La ECO tiene sus orígenes en la Orquesta Goldsbrough, fundada en 1948 por Lawrence Leonard y Arnold Goldsbrough. El grupo cambió a su nombre actual en 1960, cuando expandió su repertorio más allá del período barroco por vez primera. Su repertorio siguió siendo limitado por el tamaño del grupo, que ha permanecido de forma constante alrededor del tamaño de una orquesta de la época de Mozart.
Poco después, se relacionó estrechamente con el Festival de Aldeburgh, interpretando los estrenos de las óperas de Benjamin Britten El sueño de una noche de verano, Owen Wingrave, Curlew River y otras obras suyas. Britten dirigió la orquesta en varias ocasiones, e hizo una serie de grabaciones con el grupo.
La orquesta no tuvo en esta época un director titular, sino que trabajó estrechamente con una serie de directores invitados incluyendo a Raymond Leppard, Colin Davis y Daniel Barenboim. En 1985 Jeffrey Tate fue nombrado como primer director principal del conjunto. En 2000, Ralf Gothóni fue nombrado segundo director principal de la ECO.
En junio de 2009, la ECO nombró a Paul Watkins como su nuevo director musical, efectivo para la temporada 2009-2010, para un contrato inicial de 3 años. Actualmente, el principal director invitado de la ECO es Roy Goodman.

## Discografía parcial
- John Barry (compositor), The Beyondness of Things - English Chamber Orchestra, 1998 Decca
- John Barry, Eternal Echoes - English Chamber Orchestra, 2001 Decca
- Bach, Pasión según San Juan - Britten/Pears/Howell/Harper, 1972 Decca
- Bach: Cantatas Nos. 80 & 140 - Aldo Baldin/Elly Ameling/English Chamber Orchestra/Linda Finnie/London Voices/Raymond Leppard/Samuel Ramey, 1981 Philips
- Britten, Conc. p./Conc. vl. - Richter/Lubotsky/Britten/ECO, London
- Britten, Muerte en Venecia - Bedford/Pears/Bowman/Bowen, 1974 London
- Britten, Rape of Lucretia/Phaedra - Britten/Bedford/Baker, 1977 London
- Britten: Albert Herring - English Chamber Orchestra/Joseph Ward/Sir Peter Pears, 1964 Decca
- Canteloube, Villa-Lobos, Chants d'Auv./Bachianas n. 5 - Te Kanawa/Tate/ECO, 1995 Decca
- Cimarosa: Il matrimonio segreto - Daniel Barenboim/English Chamber Orchestra/Arleen Auger/Dietrich Fischer-Dieskau, 1977 Deutsche Grammophon
- Donizetti, Elisir d'amore - Bonynge/Pavarotti/Sutherland, 1970 Decca
- Donizetti: Elisir d'amore - English Chamber Orchestra/Marcello Viotti/Mariella Devia/Roberto Alagna/Tallis Chamber Choir, 1993 Erato
- Haendel, Semele - Nelson/Battle/Ramey/Horne, 1990 Deutsche Grammophon
- Handel: Ariodante - Dame Janet Baker/English Chamber Orchestra/James Bowman/London Voices/Norma Burrowes/Raymond Leppard, 1979 Philips
- Handel: El Mesías - Dame Joan Sutherland/Huguette Tourangeau/English Chamber Orchestra/Richard Bonynge, 1970 Decca
- Handel: El Mesías, HWV56 - The Ambrosian Singers/Dame Janet Baker/English Chamber Orchestra/Robert Tear/Sir Charles Mackerras, 1967 EMI/Warner
- Handel: Judas Maccabaeus - English Chamber Orchestra/Felicity Palmer/John Shirley-Quirk/Sir Charles Mackerras, 1977 Deutsche Grammophon
- Handel: Saul - English Chamber Orchestra/Sir Charles Mackerras/Dame Margaret Price, 1973 Deutsche Grammophon
- Haydn: Cello Concertos - Yo-Yo Ma/English Chamber Orchestra, 1981 Sony
- Fauré: Réquiem - English Chamber Orchestra/King's College Choir, Cambridge/Stephen Cleobury/Arleen Auger, 1998 EMI/Warner
- Minkus, Bayadère - Bonynge/ECO, 1992 Decca
- Mozart, Conc. p. n. 12, 21/Quint. p. y v. K. 452 - Radu Lupu/Uri Segal/English Chamber Orchestra, 1974 Decca
- Mozart, Conc. p. n. 5, 6, 8, 9, 11-27 - Mitsuko Uchida/Jeffrey Tate/English Chamber Orchestra, 1985/1990 Philips
- Mozart, Conc. p. n. 1-6, 8, 9, 11-27 - Daniel Barenboim/English Chamber Orchestra, 1967-1974 EMI/Warner
- Mozart: Conc. p. n. 1-27 - Murray Perahia/English Chamber Orchestra, 1977-1984 EMI/Warner
- Mozart: Sinf. n. 1-41 - Jeffrey Tate/English Chamber Orchestra, 1984-1990 EMI/Warner
- Purcell, Dido and Aeneas - Lewis/Baker/Clark/Herincx, 1961 Decca
- Purcell, Dido and Aeneas - Leppard/Allen/Norman/Kern, 1985 Decca
- Rodrigo: Concierto de Aranjuez - Villa-Lobos: Concerto for Guitar and Small Orchestra - Daniel Barenboim/English Chamber Orchestra/John Williams, 1974 CBS/SONY BMG
- Rossini: Il Signor Bruschino - English Chamber Orchestra/Ion Marin/Samuel Ramey/Jennifer Larmore/Kathleen Battle/Michele Pertusi/Claudio Desderi, 1993 Deutsche Grammophon
- Rossini: La cambiale di matrimonio - Bruno de Simone/Alessandra Rossi/Bruno Praticò/English Chamber Orchestra/Francesco Facini/Marcello Viotti/Maurizio Comencini/Valerio Baiano, 1991 Claves
- Rossini: La Scala di Seta - Fulvio Massa/Alessandro Corbelli/English Chamber Orchestra/Francesca Provvisionato/Natale De Carolis/Ramón Vargas/Teresa Ringholz, 1992 Claves
- Rossini: L'Inganno Felice - Amelia Felle/Danilo Serraiocco/English Chamber Orchestra/Fabio Previato/Iorio Zennaro/Maciej Rakowski/Marcello Viotti/Natale de Carolis/Ursula Duetschler, 1992 Claves
- Rossini: L'occasione fa il ladro - English Chamber Orchestra/Marcello Viotti/Maria Bayo/Natale de Carolis/Iorio Zennaro, 1992 Claves
- Schubert, Rosamunda - Abbado/ECO/Otter, 1987 Deutsche Grammophon
- Tavener, The John Tavener Collection - Layton/ECO/Temple Choir, 2003 Decca
- Vivaldi, Concerti per fagotto (Integral) - Smith/Ledger/ECO/Zagreb Soloists, Decca
- Baker, Gluck: Opera Arias - Dame Janet Baker/English Chamber Orchestra/Raymond Leppard, 1976 Philips
- Berganza, Solo Cantatas - Teresa Berganza/English Chamber Orchestra/Marcello Viotti, 1990 Claves
- Carreras, Granada - Benzi/ECO, 1978/1980 Decca
- Carreras, You Belong To My Heart - English Chamber Orchestra/Enrique García Asensio/José Carreras, 1984 Philips
- Carreras, O Sole Mio - English Chamber Orchestra/José Carreras/Edoardo Muller, 1981 Philips
- Jose Carreras In Concert - English Chamber Orchestra/José Carreras/Robert Stapelton, 1990 Legacy
- Díaz, Justino Díaz sings Mozart Arias - English Chamber Orchestra/Ettore Stratta/Justino Diaz, 1997 Phoenix
- Domingo, An Evening With Placido Domingo (Live At Wembley, 1987) - Plácido Domingo/English Chamber Orchestra/Eugene Kohn, Classic Pictures Holdings
- Haefliger, Mozart: Opera & Concert Arias - Ernst Haefliger/English Chamber Orchestra/Jörg Ewald Dähler, 1984 Claves
- Hendricks, Berlioz & Britten - Barbara Hendricks/English Chamber Orchestra/Sir Colin Davis, 1994 EMI/Warner
- Hendricks, Mozart: Concert and Operatic Arias - Barbara Hendricks/English Chamber Orchestra/Jeffrey Tate/Jose Luis Garcia/Leslie Pearson/Robert MacLeod, 2007 EMI
- Fleming, Arie - Tate/ECO, Decca
- Jo, Carnaval! French Coloratura Arias - English Chamber Orchestra/Richard Bonynge/Sumi Jo, 1994 Decca
- Branford Marsalis, Romances for Saxophone - Branford Marsalis/English Chamber Orchestra, 1986 CBS/SONY BMG
- Wynton Marsalis, The London Concert - Wynton Marsalis/English Chamber Orchestra/Raymond Leppard/Anthony Newman, 2004 CBS/SONY BMG
- Wynton Marsalis, In Gabriel's Garden - Wynton Marsalis/Anthony Newman/English Chamber Orchestra, 1996 SONY BMG
- Souzay, Handel, Rameau & Lully - Gérard Souzay/English Chamber Orchestra/Raymond Leppard, Decca
- Te Kanawa, Ave Maria - Rose/ECO, 1984 Philips
- Vargas, Rossini Donizetti - English Chamber Orchestra/Marcello Viotti/Ramón Vargas, 2000 Claves
- Kramer contra Kramer, English Chamber Orchestra/Raymond Leppard, 1979 CBS/Sony
- El agente secreto (film 1996), Philip Glass/English Chamber Orchestra, 1996 Orange Mountain